# Singapore Challenger 1993
Il Singapore Challenger 1993 è stato un torneo di tennis facente parte della categoria ATP Challenger Series nell'ambito dell'ATP Challenger Series 1993. Il torneo si è giocato a Singapore in Singapore dal 20 al 26 settembre 1993 su campi in cemento.

## Vincitori

### Singolare
Christo van Rensburg ha battuto in finale  Jonathan Canter con il punteggio di 6–2, 5–7, 6–2

### Doppio
Jeremy Bates /  Christo van Rensburg hanno battuto in finale  Sander Groen /  Grant Stafford con il punteggio di 6–3, 6–4